# 妙麗·克菲爾德
妙麗·克菲爾德（ 英語：Hermione Corfield，1993年12月19日—），全名妙麗·艾斯拉·康尼漢·克菲爾德 （ 英語：Hermione Isla Conyngham Corfield），是一位英國女演員，她曾參與過2015年電影《不可能的任務：失控國度》、2015年電影《福爾摩斯先生》、2016年電影《傲慢與偏見與殭屍》、2017年電影《限制級戰警：重返極限》以及2017年《亞瑟：王者之劍》等而知名。

## 生平
妙麗出生於英國倫敦，父親為理查·克菲爾德（Richard Corfield），母親為艾瑪·威利斯（Emma Willis），是服裝設計師，妙麗還有兩個兄弟姊妹，分別叫 伊莎朵拉 以及 Kai。妙麗曾就讀於紐伯里（伯克郡）的Downe House School學校，並在倫敦大學學院就讀英國文學，之後前往紐約學習戲劇。

## 外部連結
- 妙麗·克菲爾德在互联网电影资料库（IMDb）上的資料（英文）
- 妙麗·克菲爾德的X（前Twitter）
- 妙麗·克菲爾德的Instagram帳戶